# ヨルダンカ・ブラゴエワ
ヨルダンカ・ブラゴエワ (ブルガリア語:Йорданка Благоева、1947年1月19日-)は、ブルガリアの陸上競技選手。走高跳の選手として1972年ミュンヘンオリンピックと1976年モントリオールオリンピックに出場。ミュンヘン大会では1.88mの記録で、1.92mの世界新記録で優勝した西ドイツのウルリケ・マイフェルト(Ulrike Meyfarth)に次いで銀メダルを獲得。モントリオール大会では、1.91mの記録で東ドイツのローズマリー・アッカーマン(Rosemarie Ackermann)、イタリアのサラ・シメオニ(Sara Simeoni)に次いで銀メダルを獲得した。
ブラゴエワは、ミュンヘンオリンピックの直後、マイフェルトがオリンピックで記録した1.92mの世界記録を破り、1.94mの世界新記録をマークした。

## 記録
| 年   | 大会                     | 場所                         | 種目   | 結果 | 記録  |
| ---- | ------------------------ | ---------------------------- | ------ | ---- | ----- |
| 1965 | ユニバーシアード         | ブダペスト(ハンガリー)       | 走高跳 | 1位  | 1.65m |
| 1969 | ヨーロッパ室内陸上選手権 | ベオグラード(ユーゴスラビア) | 走高跳 | 2位  | 1.82m |
| 1972 | ヨーロッパ室内陸上選手権 | グルノーブル(フランス)       | 走高跳 | 3位  | 1.84m |
| 1972 | オリンピック             | ミュンヘン(西ドイツ)         | 走高跳 | 2位  | 1.88m |
| 1973 | ヨーロッパ室内陸上選手権 | ロッテルダム(オランダ)       | 走高跳 | 1位  | 1.92m |
| 1976 | オリンピック             | モントリオール(カナダ)       | 走高跳 | 3位  | 1.91m |